# Harbor Hills (Nova York)
Harbor Hills és una concentració de població designada pel cens dels Estats Units a l'estat de Nova York. Segons el cens del 2000 tenia 563 habitants.

## Demografia
Segons el cens del 2000, Harbor Hills tenia 563 habitants, 181 habitatges, i 165 famílies. La densitat de població era de 1.976,1 habitants per km².
Dels 181 habitatges en un 47% hi vivien nens de menys de 18 anys, en un 85,6% hi vivien parelles casades, en un 4,4% dones solteres, i en un 8,3% no eren unitats familiars. En el 7,2% dels habitatges hi vivien persones soles el 5% de les quals corresponia a persones de 65 anys o més que vivien soles. El nombre mitjà de persones vivint en cada habitatge era de 3,11 i el nombre mitjà de persones que vivien en cada família era de 3,25.
Per edats la població es repartia de la següent manera: un 32,1% tenia menys de 18 anys, un 3,6% entre 18 i 24, un 19,4% entre 25 i 44, un 29,3% de 45 a 60 i un 15,6% 65 anys o més.
L'edat mediana era de 43 anys. Per cada 100 dones de 18 o més anys hi havia 93,9 homes.
La renda mediana per habitatge era de 153.181 $ i la renda mediana per família de 153.619 $. Els homes tenien una renda mediana de 100.000 $ mentre que les dones 35.156 $. La renda per capita de la població era de 62.054 $. Entorn del 3,4% de les famílies i el 4,4% de la població estaven per davall del llindar de pobresa.